# Estado médico
Estado médico es un término que se utiliza para describir el estado o condición de salud de un paciente hospitalizado. El término se usa más comúnmente en la información proporcionada a los medios de comunicación, y los médicos rara vez lo usan como una descripción clínica.
Se pueden informar dos aspectos del estado del paciente. El primer aspecto es el estado actual del paciente, que puede reportarse como "bueno" o "grave", por ejemplo. En segundo lugar, se puede informar el pronóstico a corto plazo del paciente. Los ejemplos incluyen que el paciente está mejorando o empeorando. Si no se espera un cambio inmediato, el término estable se usa con frecuencia como calificador para indicar condiciones en las que un paciente tiene signos vitales estables.

## Estados Unidos
Se puede usar una amplia gama de términos para describir la condición de un paciente en los Estados Unidos. La Asociación Estadounidense de Hospitales aconseja a los médicos que utilicen las siguientes condiciones de una sola palabra para describir la condición de un paciente a quienes preguntan, incluidos los medios de comunicación.
Undetermined [Indeterminado]
Paciente en espera de médico y/o valoración.
Good [Bien]
Los signos vitales son estables y dentro de los límites normales. El paciente está consciente y cómodo. Los indicadores son excelentes.
Fair [Estable]
Los signos vitales son estables y dentro de los límites normales. El paciente está consciente, pero puede sentirse incómodo. Los indicadores son favorables.
Serious [Serio]
Los signos vitales pueden ser inestables y no estar dentro de los límites normales. El paciente está gravemente enfermo. Los indicadores son cuestionables.
Critical [Crítico]
Los signos vitales son inestables y no están dentro de los límites normales. El paciente puede estar inconsciente. Los indicadores son desfavorables.
Dead [Muerto]
Los signos vitales han cesado. El paciente a muerto.

### Otros términos
Otros términos usados incluyen grave, extremadamente crítico, crítico pero estable, serio pero estable, vigilado, y satisfactorio.
La Asociación Estadounidense de Hospitales ha aconsejado a los médicos que no usen la palabra "estable" como una condición o junto con otra condición, especialmente una que sea crítica, ya que inherentemente implica imprevisibilidad e inestabilidad de los signos vitales. A pesar de esto, las condiciones "críticas pero estables" se informan con frecuencia, probablemente porque la palabra "crítica" en el uso generalizado a menudo se usa para denotar una condición que es grave y que pone en peligro la vida de inmediato.
El uso de dicha terminología de condición en los medios estadounidenses ha aumentado desde la aprobación de la HIPAA en 1996. La preocupación por la privacidad del paciente y el deseo de evitar litigios asociados con su incumplimiento han llevado a los médicos y hospitales a utilizar estos términos como una alternativa a la divulgación de condiciones médicas específicas.
Las definiciones varían entre los hospitales, e incluso es posible que un paciente sea ascendido o degradado simplemente al ser trasladado de un lugar a otro, sin cambios en su estado físico real. Además, la ciencia médica es una disciplina muy compleja que se ocupa de amenazas complicadas y a menudo superpuestas para la vida y el bienestar. En el caso de una enfermedad potencialmente mortal, un paciente puede ser tratado por una docena o más de especialistas, cada uno con su área de especialización médica. Puede haber una variedad de opiniones sobre la condición de ese paciente.

## Reino Unido
Cada fideicomiso del Servicio Nacional de Salud (NHS) tiene su propia guía para las declaraciones a la prensa. El código de práctica del Departamento de Salud no tiene definiciones oficiales del uso de frases estándar. Los términos que suelen utilizar los fideicomisos del NHS incluyen:
- Deceased [muerto]
- Brain dead [muerte cerebral]
- Critical [crítico]
- Critical but stable [crítico pero estable]
- Serious [serio]
- Stable [estable]
- Satisfactory [satisfactorio]
- Comfortable [confortable]
- Progressing well [progresando bien]
- Discharged [dado de alta]

La divulgación de información del paciente a la prensa está estrictamente controlada en el NHS. El Departamento de Salud publica una guía para NHS Trusts. En general, no se puede divulgar información sin el consentimiento del paciente, a menos que existan circunstancias excepcionales. Si se niega el consentimiento, el hospital no puede decir ni siquiera eso a la prensa, ya que confirmaría que el paciente estaba recibiendo tratamiento.

## Escala de Karnofsky
La escala o índice de Karnofsky (KPS) es una escala numérica de 0 a 100, muy empleada en oncología, para expresar de forma reducida el estado general de salud y la calidad de vida de un paciente.
| 100 | Normal, sin quejas, sin indicios de enfermedad.                                                  |
| 90  | Actividades normales, pero con signos y síntomas leves de enfermedad.                            |
| 80  | Actividad normal con esfuerzo, con algunos signos y síntomas de enfermedad.                      |
| 70  | Capaz de cuidarse, pero incapaz de llevar a término actividades normales o trabajo activo.       |
| 60  | Requiere atención ocasional, pero puede cuidarse a sí mismo.                                     |
| 50  | Requiere gran atención, incluso de tipo médico. Encamado menos del 50% del día.                  |
| 40  | Inválido, incapacitado, necesita cuidados y atenciones especiales. Encamado más del 50% del día. |
| 30  | Inválido grave, severamente incapacitado, tratamiento de soporte activo.                         |
| 20  | Encamado por completo, paciente muy grave, necesita hospitalización y tratamiento activo.        |
| 10  | Moribundo.                                                                                       |
| 0   | Fallecido.                                                                                       |

Valores menores a 50 indica alto riesgo de muerte en los 6 meses siguientes.